# Ferrari 248 F1
A Ferrari 248 F1 egy Formula–1-es versenyautó, mellyel a Scuderia Ferrari versenyzett a 2006-os Formula–1 világbajnokságon. Pilótái az első visszavonulása előtti utolsó évét teljesítő Michael Schumacher és Felipe Massa voltak. Az autót Rory Byrne, Aldo Costa és John Iley tervezték, Ross Brawn pedig mint technikai igazgató koordinálta.
Az autó jobb konstrukció volt, mint az előző évi, kilenc győzelmet arattak vele, és harcban volt a világbajnoki címért, melyet ismételten elvesztett a csapat Fernando Alonso és a Renault ellen.

## Áttekintés
Nevében a 248 az új motorformulára utal, ebben az évben vezették be ugyanis a 2,4 literes V8-as motorokat. Ezzel megtörték a 2000 óta használt elnevezési rendszert és visszatértek egy, nagyjából az 1950-es és 60-as években utoljára alkalmazotthoz (például a Ferrari 312 hasonló szisztéma alapján kapta a nevét). Ez azonban csak egy éves kitérő volt, ugyanis a 2007-es autó visszatért az új elnevezési sémához. 2001 óta ez volt az eső Ferrari, amely nem viselte az 1-es rajtszámot. Néhány új szponzormatrica is megjelent, mint például a Martinié. Ez volt az utolsó év, amikor a Vodafone szponzorálta a csapatot, hogy a következő évben névadó szponzorként átmenjenek a McLarenhez. A dohányreklámok egyre szélesebb körű tiltása miatt a Marlboro feliratot csak Bahreinben, Malajziában, Ausztráliában, Monacóban, Kínában és Japánban viselte a csapat.
Az előző évihez képest változott a visszapillantó tükrök helyzete, amelyek szokatlan módon az oldaldobozok tetejére kerültek. Az első néhány versenyen három elemből álló első szárnyat használtak, ezt később visszacserélték kételemesre az autó alja és a diffúzor felé történő jobb légáramlatok biztosítása céljából. A francia nagydíjon mutatkozott be az autó hátuljának átdolgozott változata. A motor kezdetben 730 lóerő leadására volt képes, ezt a szezon végére 795 lóerőig emelték.

## A szezon
Az előző években a Ferrari gyakran a korábbi autójával kezdte meg az új idényt, 2006-ban azonban nem, abban végig ezt a modellt használták. Bahreinben remekül kezdték az évet, Ferrari első sorral nyitottak az időmérőn. Azonban, és ez az év első felében is elmondható volt róluk, versenytempóban nem tudták felvenni a ritmust a Renault R26-ossal. A maláj nagydíjon ráadásul motorproblémák miatt mindkét versenyzőnél cserélni kellett azt, ami rajthelybüntetéssel járt együtt és azzal, hogy a motorokat le kellett tekerni, így nem üzemelhettek teljes teljesítménnyel. Ugyanez a hiba kihatott az ausztrál versenyre is, ami végül kettős kieséssel zárult.
San Marinóra egy fejlesztés aztán megtáltosította a csapatot, Schumacher pedig megnyerte első versenyét az évben. A tizedik futamon, Indianapolisban kettős győzelmet arattak, az elsőt az egy évvel korábban ugyanitt, vitatott körülmények között megszerzett után. Innentől kezdve fordulópont állt be, a folyamatos fejlesztések miatt a Ferrari fölénybe került, megelőzte a Renault-t is, és egyértelműen övék volt a leggyorsabb autó. Az év utolsó 9 versenyéből hetet megnyertek. Massa élete első győzelmét aratta Törökországban, majd hazai pályán, Brazíliában is nyert. A fejlődésnek köszönhetően Schumacher és a csapat is felvették a versenyt Alonsóval és a Renault csapattal, a világbajnokság így teljesen nyílttá vált. Aztán Schumacher motorhiba miatt az élről kellett, hogy feladja a futamot Japánban, amellyel végül is elveszítette világbajnoki esélyeit, a Ferrari pedig mindössze 5 ponttal kapott ki a konstruktőri versenyben a Renault-tól. Schumacher élete utolsó győzelmét Kínában aratta, utolsó versenyét első visszavonulása előtt pedig megszenvedte, amikor egy defekt miatt csak a negyedik helyen ért célba, majdnem egy kör hátrányban.
Az autót a téli tesztek során is használták, és ez volt az első Ferrari, amit Kimi Raikkönen is kipróbálhatott, amikor a csapathoz érkezett.

## Teljes Formula–1-es eredménylistája
(Táblázat értelmezése)

(Félkövér: pole-pozícióból indult; dőlt: leggyorsabb kört futott) 

| Év   | Csapat                    | Motor      | Gumik | Pilóták            | 1   | 2   | 3   | 4   | 5   | 6   | 7   | 8   | 9   | 10  | 11  | 12  | 13  | 14  | 15  | 16  | 17  | 18  | Pontok | Helyezés |
| ---- | ------------------------- | ---------- | ----- | ------------------ | --- | --- | --- | --- | --- | --- | --- | --- | --- | --- | --- | --- | --- | --- | --- | --- | --- | --- | ------ | -------- |
| 2006 | Scuderia Ferrari Marlboro | Ferrari V8 | B     |                    | BHR | MAL | AUS | SMR | EUR | ESP | MON | GBR | CAN | USA | FRA | GER | HUN | TUR | ITA | CHN | JPN | BRA | 201    | 2.       |
| 2006 | Scuderia Ferrari Marlboro | Ferrari V8 | B     | Michael Schumacher | 2   | 6   | KI  | 1   | 1   | 2   | 5   | 2   | 2   | 1   | 1   | 1   | 8   | 3   | 1   | 1   | KI  | 4   | 201    | 2.       |
| 2006 | Scuderia Ferrari Marlboro | Ferrari V8 | B     | Felipe Massa       | 9   | 5   | KI  | 4   | 3   | 4   | 9   | 5   | 5   | 2   | 3   | 2   | 7   | 1   | 9   | KI  | 2   | 1   | 201    | 2.       |

## Fordítás
Ez a szócikk részben vagy egészben  a   Ferrari 248 F1 című angol Wikipédia-szócikk ezen változatának fordításán alapul.  Az eredeti cikk szerkesztőit annak laptörténete sorolja fel. Ez a jelzés csupán a megfogalmazás eredetét és a szerzői jogokat jelzi, nem szolgál a cikkben szereplő információk forrásmegjelöléseként.